# Championnat du monde de dames 2015 (match)
Le match pour le championnat du monde de dames 2015 s'est déroulé du 25 au 31 octobre 2015 à Izmir en Turquie en parallèle du championnat du monde de dames turques. Il a opposé le tenant du titre russe Alexander Georgiev à son challenger camerounais Jean Marc Ndjofang. Alexander Georgiev remporte le match 7-7-6-6 contre 7-5-4-12 et devient ainsi champion du monde.

## Règles
Le match est compose de sept mini-matchs, chacun d'entre eux se terminant à la première victoire.
Chaque mini-match est composé de :
1. une partie standard de cadence 80 min + 60 s, si cette partie est nulle elle est suivie de :
2. une partie rapide 20 min + 5 s, si cette partie est nulle elle est suivie de :
3. une partie blitz 5 min + 3 s, si cette partie est nulle elle est suivie de :
4. une partie superblitz 5 min + 2 s.

Le vainqueur final du match est déterminé en regardant dans l'ordre :
1. le résultat des parties standard, puis s'il y a égalité :
2. le résultat des parties rapides, puis s'il y a égalité :
3. le résultat des blitz, puis s'il y a égalité :
4. le résultat des superblitz.

## Résultat
|   | Match              |            |          | 1 | 2 | 3 | 4 | 5 | 6 | 7 |            |          |          |   |
| - | ------------------ | ---------- | -------- | - | - | - | - | - | - | - | ---------- | -------- | -------- | - |
| 1 | Alexander Georgiev |            | standard | 1 | 1 | 1 | 1 | 1 | 1 | 1 | 7          | Standard | Georgiev | 7 |
| 1 | Alexander Georgiev | rapide     | 1        | 2 | 1 | 1 | 1 | 1 |   | 7 | Ndjofang   | Standard | 7        |   |
| 1 | Alexander Georgiev | blitz      | 1        |   | 1 | 1 | 2 | 1 |   | 6 | Rapide     | Georgiev | 7        |   |
| 1 | Alexander Georgiev | superblitz | 0        |   | 0 | 0 |   |   |   | 0 | Rapide     | Ndjofang | 5        |   |
| 2 | Jean Marc Ndjofang |            | standard | 1 | 1 | 1 | 1 | 1 | 1 | 1 | 7          | Blitz    | Georgiev | 6 |
| 2 | Jean Marc Ndjofang | rapide     | 1        | 0 | 1 | 1 | 1 | 1 |   | 5 | Ndjofang   | Blitz    | 4        |   |
| 2 | Jean Marc Ndjofang | blitz      | 1        |   | 1 | 1 | 0 | 1 |   | 4 | Superblitz | Georgiev | 0        |   |
| 2 | Jean Marc Ndjofang | superblitz | 2        |   | 2 | 2 |   |   |   | 6 | Superblitz | Ndjofang | 6        |   |

Victoire : 2 points ; nulle : 1 point ; défaite : 0 point.